# یواس‌اس پارتنیا (اس‌پی-۶۷۱)
یواس‌اس پارتنیا (اس‌پی-۶۷۱) (به انگلیسی: USS Parthenia (SP-671)) یک کشتی بود که طول آن ۱۳۱ فوت (۴۰ متر) بود. این کشتی در سال ۱۹۰۳ ساخته شد.